# André Bloc
André Lucien Bloc (ur. 23 maja 1896 w Algierze, zm. 8 listopada 1966 w Nowym Delhi) – francuski rzeźbiarz i architekt.
Ukończył studia techniczne w Paryżu, następnie pracował w redakcjach pism technicznych. W 1930 założył pismo „L’Architecture d’aujourd’hui”, w okresie II wojny światowej zajął się rzeźbą; początkowo (pod wpływem Laurensa) tworzył kompozycje figuralne, a po wojnie, wskutek kontaktu z Brâncușim, zaczął się stopniowo zbliżać do sztuki nieprzedstawiającej i w 1949 wykonał swoją pierwszą abstrakcyjną rzeźbę Signal. Jego rzeźby często były formalnymi eksperymentami, używał w nich różnorakich materiałów – metalu, cementu, marmuru i tworzyw sztucznych. W 1949 został Kawalerem Legii Honorowej. W 1951 założył pismo „Art d’Aujourd’hui” i zainicjował powstanie grupy Espace. Był zwolennikiem łączenia sztuk pod prymatem architektury.